# Erwin Kostedde
Erwin Kostedde (Münster, 21 maggio 1946) è un ex calciatore tedesco, di ruolo attaccante.

## Carriera

### Club
Giocò nelle massime divisioni di Germania Ovest, Belgio ed i Paesi Bassi. Fu capocannoniere del campionato belga nel 1971 e del campionato francese nel 1980 a pari merito  con Delio Onnis.

### Nazionale
Ha giocato 3 partite con la Nazionale della Germania Ovest. Di origine afro-americana da parte di padre, Kostedde divenne il primo giocatore di colore ad aver giocato per la nazionale tedesca.

## Palmarès

### Club

#### Competizioni nazionali
- Campionato belga: 3

Standard Liegi: 1968-1969, 1969-1970, 1970-1971
- 2. Fußball-Bundesliga: 1

Werder Brema: 1980-1981

#### Competizioni internazionali
- Coppa Piano Karl Rappan: 1

Hertha Berlino: 1975-1976

### Individuale
- Capocannoniere della Ligue 1: 1

1979-1980 (21 gol)